# Polygonia c-aureum

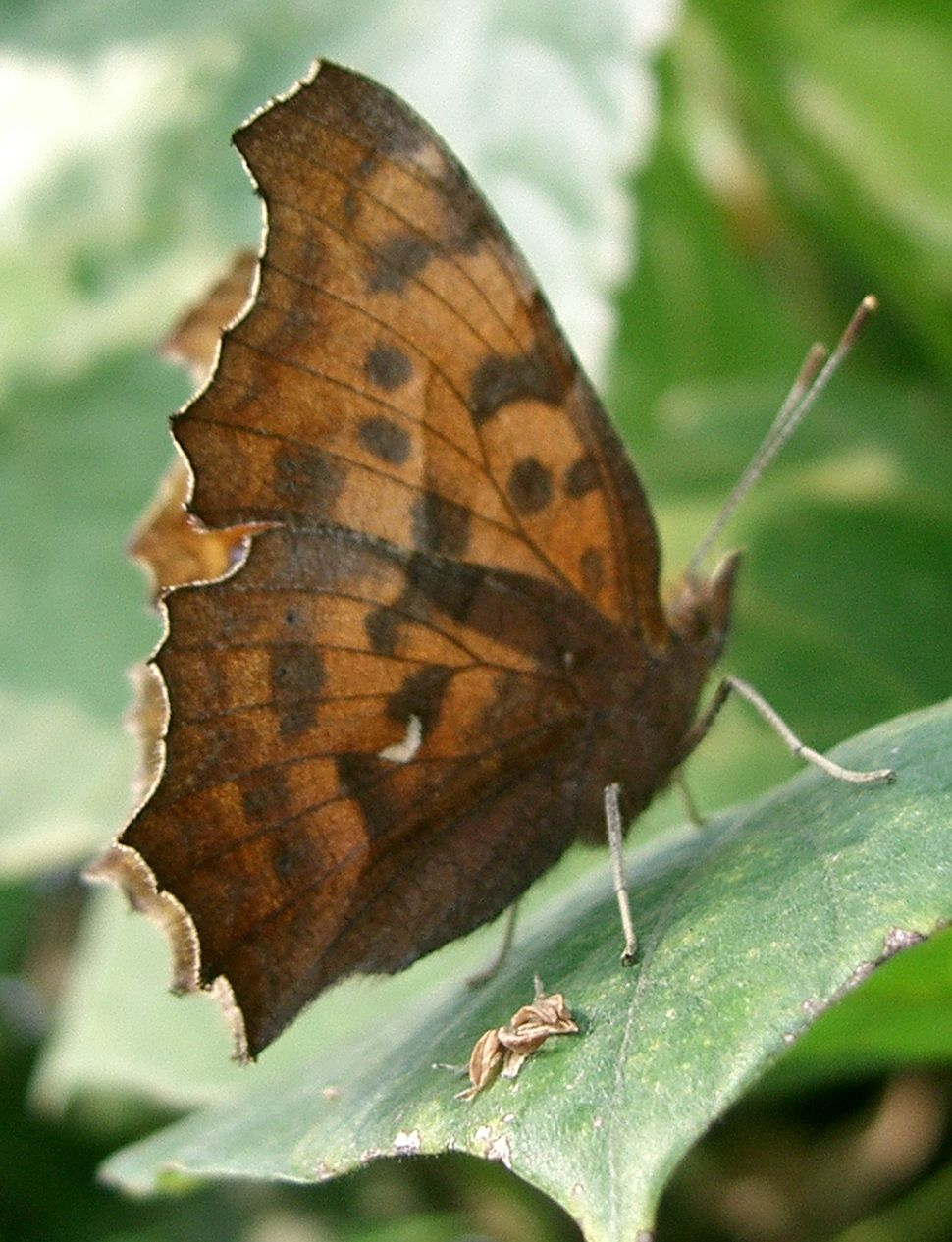
Flügelunterseiten

Polygonia c-aureum ist ein Schmetterling (Tagfalter) aus der Familie der Edelfalter (Nymphalidae), der in Ostasien verbreitet ist.

## Beschreibung
Die Flügel sind oberseits orange gefärbt und mit einem schwarzen, braunen und gelben Fleckenmuster gezeichnet. Durch blaue, postdiskale Flecken auf den Flügeloberseiten unterscheidet sich Polygonia c-aureum von anderen Arten. Die Flügelunterseiten sind dunkelbraun, hellbraun, grau oder gelblich gefärbt und tragen eine auffällige weiße, C-ähnliche Zeichnung. Die Falter der ersten Generation haben meist helle Flügelunterseiten, die der zweiten sind eher dunkler gefärbt und spärlicher gefleckt. Sie wurden als Form pryeri Janson, 1878, beschrieben.
Die Farbe der Puppe variiert von leuchtend gelb über hellgelb, gelbbraun bis dunkelbraun. Sie hängt von der Temperatur und Tageslänge ab, wobei die Temperatur der dominierende Faktor ist. Raupen, die bei niederen Temperaturen und an langen Tagen leben, ergeben die meisten dunklen Puppen.

## Ähnliche Arten
- C-Falter (Polygonia c-album) (Linné, 1758) kommt in Europa, Nordafrika und Asien bis Japan vor.
- Polygonia egea (Cramer, [1775]) ist von Südeuropa über Kleinasien und Zentralasien bis Afghanistan verbreitet und hat weniger schwarze Zeichnungselemente, besonders basal auf der Hinterflügeloberseite fehlt das Schwarz.
- Polygonia interposita (Staudinger, 1881) hat rundere Einschnitte am Flügelrand und ausgedehntere schwarze Flecke. Sie ist vom Ghissar- bis zum Altai-Gebirge, in Nordwest-China und im Himalaya verbreitet.

## Vorkommen
Polygonia c-aureum kommt in Sibirien in der Amur und Ussuri-Region, in Nordwest-China, Korea und Japan vor.

## Lebensweise
Polygonia c-aureum lebt in Lichtungen in Laubwäldern, die Falter fliegen von Mai bis September in zwei Generationen. Die Eier werden einzeln auf Blättern oder Knospen der Nahrungspflanzen abgelegt. Die Raupen spinnen sich ein Nest aus den Blättern. Sie verpuppen sich in einem Blattgespinst nahe über dem Boden. Die Falter der zweiten Generation, überwintern. Dieses Verhalten wird durch die Tageslänge bei den erwachsenen Raupen ausgelöst.

### Nahrung der Raupen
Als Raupennahrungspflanzen dienen in Japan Japanischer Hopfen (Humulus scandens) und Hanf (Cannabis sativa) und beim Ussuri Humulopsis cordifolius.